# Anatol Czaban
Anatol Czaban (ur. 4 kwietnia 1959 w Hajnówce) – generał dywizji pilot Wojska Polskiego, instruktor-pilot, doktor nauk wojskowych.

## Życiorys
Absolwent Wyższej Oficerskiej Szkoły Lotniczej w Dęblinie (1982) oraz Wojskowej Akademii Lotniczej w Monino (ZSRR) (1991). Ukończył studia podyplomowe w Akademii Wojennej Sił Powietrznych (Air War College) w Maxwell w Stanach Zjednoczonych (2001), Wyższy Kurs Bezpieczeństwa Europejskiego w Europejskim Centrum Studiów Bezpieczeństwa im. George C. Marshalla w Garmisch-Partenkirchen w Niemczech oraz studia podyplomowe w zakresie integracji i bezpieczeństwa europejskiego w Wyższej Szkole Humanistycznej w Pułtusku (2001). W 2000 uzyskał stopień doktora nauk wojskowych uzyskany w Akademii Obrony Narodowej na podstawie pracy pt. „Bezpilotowe środki rażenia w siłach powietrznych”.
W latach 2002–2003 był zastępcą komendanta Wyższej Szkoły Oficerskiej Sił Powietrznych (WSOSP) w Dęblinie ds. dydaktyczno-naukowych (prorektor), a od 4 czerwca 2002 do 22 listopada 2002 pełnił obowiązki rektora-komendanta WSOSP. W latach 2005–2007 pełnił służbę w ramach NNSC (Komisja Nadzorcza Państw Neutralnych w Korei Południowej).
W latach 2005–2006 Zastępca Szefa Generalnego Zarządu Rozpoznania Wojskowego P-2 Sztabu Generalnego Wojska Polskiego. Od 1 stycznia 2007 roku do 1 lipca 2007 roku szef Zarządu Analiz Wywiadowczych i Rozpoznawczych P-2 Sztabu Generalnego Wojska Polskiego. 21 lutego 2008 w Lipsku Czuban jako przedstawiciel dowództwa Sił Powietrznych z Adamem Świerkoczem wziął udział w uroczystościach pogrzebowych Roberta Kuźmy, dowódcy załogi samolotu CASA C-295 M, który rozbił się w Mirosławcu. Do 1 lipca 2010 roku szef szkolenia Sił Powietrznych RP. 15 sierpnia 2009 roku w Belwederze Prezydent RP, Lech Kaczyński wręczył mu nominację na generała dywizji. 5 lipca 2010 roku został asystentem szefa Sztabu Generalnego Wojska Polskiego ds. Sił Powietrznych.
4 sierpnia 2011, po upublicznieniu 29 lipca tego samego roku przez Komisję Badania Wypadków Lotniczych Lotnictwa Państwowego pod przewodnictwem Jerzego Millera Raportu końcowego z badania zdarzenia lotniczego nr 192/2010/11 samolotu Tu-154M nr 101 zaistniałego dnia 10 kwietnia 2010 r. w rejonie lotniska Smoleńsk Północny (tzw. katastrofy smoleńskiej), urzędujący od dwóch dni minister obrony narodowej Tomasz Siemoniak zwolnił go (podobnie jak szereg innych osób) z zajmowanego stanowiska służbowego.
Po zakończeniu służby wojskowej (1 lutego 2012) był wykładowcą Wyższej Szkoły Bankowej z siedzibą w Poznaniu. Od 1 października 2013 jest adiunktem w Zakładzie Studiów nad Bezpieczeństwem na Wydziale Nauk Politycznych i Dziennikarstwa Uniwersytetu im. Adama Mickiewicza w Poznaniu.

## Awanse
- generał dywizji – 2009[6]
- generał brygady – 2004[7]

## Ordery i odznaczenia
- Krzyż Kawalerski Orderu Odrodzenia Polski (2003)[8]
- Złoty Krzyż Zasługi (1997)[9]
- Srebrny Krzyż Zasługi (1993)[10]
- Lotniczy Krzyż Zasługi (2009)[11]